# Paula Kelly
Paula Kelly (* 21. Oktober 1942 in Jacksonville, Florida; † 8. Februar 2020 in Whittier, Kalifornien) war ein amerikanisches Fotomodell und Schauspielerin.

## Leben und Karriere
Paula Kelly ging in die Zeitungsgeschichte ein, als der US-Playboy sie in seiner Ausgabe vom August 1969 nackt vorstellte. Die Zeiten waren liberaler geworden, verschiedene offenherzigere Konkurrenzblätter waren gegründet worden und der Playboy, dessen Frauenbilder bis dahin irgendwo in Nabelhöhe geendet hatten, reagierte.
Die nackte Paula Kelly wurde so fotografiert, dass in einem Spiegel ihr Schamhaar ebenfalls zu sehen war. Der Aufstand der Sittenwächter blieb aus. Daraufhin nahm auch der Playboy das Schamhaar einer Frau aus seiner internen Tabu-Liste heraus.
Paula Kelly war nicht nur Fotomodell, sondern auch Tänzerin und bis 1999 oft besetzte Schauspielerin in amerikanischen Fernsehserien. Anfang der 1970er Jahre spielte sie in einigen populären Kinofilmen mit. Unter anderem unter der Regie von Robert Wise in dem Science-Fiction-Film Andromeda – Tödlicher Staub aus dem All die Rolle der Karen Anson neben Schauspielern wie James Olson und Arthur Hill. Ferner hatte sie einen Gastauftritt in Richard Fleischers Dystopie … Jahr 2022 … die überleben wollen neben Hauptdarsteller Charlton Heston. 1974 spielte sie dann an der Seite von Stars wie Lino Ventura und Isaac Hayes in Duccio Tessaris Actiondrama Zwei unschlagbare Draufgänger.
Darüber hinaus sah man sie auch auf verschiedenen internationalen Theaterbühnen. Im Jahr 1964 hatte sie ihr Debüt als Mrs. Veloz am Broadway in dem Musical Something More! an der Seite von Barbara Cook gegeben. Weitere Auftritte am Broadway hatte sie in dem Stück The Dozens 1969, des Weiteren in Paul Sills Story Theatre im Jahr 1971 und in Duke Ellingtons Sophisticated Ladies im Jahr 1981. Einen London Variety Award als beste Nebendarstellerin gewann sie für ihre Rolle in dem Stück Sweet Charity, wo sie bereits 1969 in der Kinoversion mitgewirkt hatte.

## Filmografie (Auswahl)
- 1969: Sweet Charity
- 1971: Andromeda – Tödlicher Staub aus dem All (The Andromeda Strain)
- 1973: …Jahr 2022… die überleben wollen (Soylent Green)
- 1974: Zwei unschlagbare Draufgänger (Tough Guys)
- 1975–1976: Die Straßen von San Francisco (Fernsehserie, 3 Folgen)
- 1976: Die Sklavenhölle der Mandingos (Drum)
- 1977: Kojak – Einsatz in Manhattan – Herzdame
- 1984: Harrys wundersames Strafgericht (Night Court, Fernsehserie)
- 1986: Jo Jo Dancer – Dein Leben ruft (Jo Jo Dancer, Your Life Is Calling)
- 1987: Onkel Toms Hütte (Uncle Tom’s Cabin, Fernsehfilm)
- 1992–1993: Nicht ohne meine Mutter (Room for Two, Fernsehserie)
- 1995: Once Upon a Time … When We Were Colored